# Uśmiechnięta Madonna z Inowrocławia
Uśmiechnięta Madonna (także: Uśmiechnięta Madonna na lwie) – gotycka, drewniana rzeźba Madonny z Dzieciątkiem Jezus znajdująca się w kościele Imienia Najświętszej Maryi Panny w Inowrocławiu (tzw. Ruinie). 
Figura stojąca obecnie w głównym ołtarzu, powstała w latach 1370–1380 i wyrzeźbiono ją z drewna lipowego. Jest polichromowana na podkładzie kredowym. Zdobi ją złoto-srebrna szata, a w dłoni trzyma królewskie jabłko. Jej autorem był zapewne Mistrz Madonny ze Skarbimierza. W 1816 władze pruskie, w ramach walki z Kościołem katolickim, zamknęły kościół, który spłonął z 3 na 4 grudnia 1834. Uratowana została rzeźba Madonny, co uznano za wydarzenie cudowne. Figurę koronował srebrną koroną arcybiskup Józef Muszyński 12 września 2000 z okazji Roku Jubileuszowego 2000. W 2006 parafianie ofiarowali w Watykanie kopię rzeźby papieżowi Benedyktowi XVI. Podczas tej pielgrzymki autokar uległ wypadkowi, a kopia Madonny wypadła. Nikt nie zginął, co uznano za wydarzenie cudowne. Figura uważana jest za cudowną – ofiarowano jej różne wota, m.in. z wdzięczności za uzdrowienia, choć w przeszłości jej kult był znacząco większy.
Rzeźba należy do tzw. Madonn na lwie: stopa Maryi jest uniesiona w geście deptania lwiego łba, symbolu grzechu. Przedstawienia takie popularne były w rejonie Salzburga i rozpowszechniono je na Śląsku i w Wielkopolsce. Madonna jest z tyłu wydrążona, co może świadczyć, że była przeznaczona do oglądania wyłącznie od frontu.